# Батуми-Пассажирская
Батуми-Пассажирская (груз. ბათუმი-ცენტრალი — Батуми-Централи) — железнодорожная станция, расположенная в городе Батуми, столице Автономной республики Аджарии в Грузии, конечная станция пригородного и дальнего пассажирского сообщения.

## История
Строительство нового вокзала в центральной части Батуми началось в 2002 году, однако после аджарского кризиса работы были остановлены.
Современный вокзальный комплекс открылся в середине 2015 года. На открытии присутствовал премьер-министр Грузии Ираклий Гарибашвили.
До открытия вокзала, расположенного на выезде из Батуми, ближайшим вокзалом к городу был Махинджаури, который располагается на расстоянии 2,6 километра. В советское время вокзал размещался в центре города (в здании № 34 по улице Чавчавадзе), а после ликвидации участка железной дороги, проходившего по улицам Акакия Церетели и Чавчавадзе, строение было передано под размещение гостиниц и офиса банка TBC.

## Описание
Помещение вокзала имеет площадь более 22 000 м². Оно объединено с автовокзалом и торговым центром.